# Verdana
Verdana é uma família tipográfica sem-serifa concebida pelo designer Matthew Carter para a Microsoft Corporation, e com colaboração no hinting manual (hand-hinting) de Tom Rickner da Agfa Monotype.

## Origem
A verdana foi publicada em 1996 pela Microsoft e passou a ser distribuída em cada edição de seu sistema operacional Windows, no Microsoft Office e com o Internet Explorer (desta forma a fonte está difundida tanto em Windows quanto em Mac OS). Além disso, uma versão reduzida da verdana (com menos grafemas que a versão original), denominada e inserida no pacote Core fonts for the Web, esteve disponível para download gratuito no sítio oficial da Microsoft durante bastante tempo, de forma a que pudesse ser utilizada em qualquer sistema que suportasse fontes TrueType. Consequentemente, hoje em dia, a verdana está instalada na maioria dos computadores, mesmo em Unix e Linux. A versão Core fonts for the Web da verdana ainda está disponível para download em sites externos; ver a secção Ligações externas.

## Características e uso
O projeto da fonte foi inspirado em tipografias humanistas famosas, como a Frutiger. Entretanto, existem algumas diferenças intencionais com aquela, pois a Verdana foi desenhada com o intuito principal de ser lida em tela (especialmente em tamanhos pequenos, de forma a adaptar-se relativamente bem aos textos corridos). Uma das diferenças mais marcantes são as pseudo-serifas em letras como o "J" e o "I".
Em 1999 foi publicada a fonte Tahoma, similar à Verdana, mas mais compacta quanto ao desenho. A fonte Bitstream Vera também é similar à Verdana.

### Críticas
Muitos editores de Web não recomendam a especificação da Verdana para apresentação em tela. Eles alegam que um dado corpo da Verdana é maior que o mesmo tamanho respectivamente em outras fontes (por exemplo, uma Verdana corpo 10pt - considerada bem legível em texto corrido - é consideravelmente maior que a Times New Roman também 10pt). Isto faz com que os usuários que não a possuem confrontem-se com textos cuja leitura fica dificultada.
Existe também um conhecido defeito na fonte distribuída que não interpreta corretamente certos caracteres conjugados.

## Exemplo de Verdana
O parágrafo seguinte está escrito em Verdana, caso esteja instalada no seu computador, senão é utilizada o tipo de letra monospace.

Design é um termo da língua inglesa que se refere a um determinado esforço criativo, seja bidimensional ou tridimensional, segundo o qual se projetam objetos ou meios de comunicação diversos para o uso humano. A tradução em português é portanto "projeto" e não "desenho", da qual é um falso cognato. Por este fato, ela é às vezes erroneamente traduzida como "desenho", mas não se refere diretamente ao ato de desenhar. Devido à influência da literatura inglesa e à baixa qualidade de algumas traduções, é comum encontrar nos países de língua portuguesa a palavra original, de forma que o profissional que trabalha na área de design (i.e. o projetista) é comumente chamado de designer.

ABCDEFGHIJKLMNOPQRSTUVWXYZ

abcdefghijklmnopqrstuvwxyz

1234567890

Exemplos de caracteres

IPA: /ɪgˈzɑːmpəl əv aɪpiːˈeɪ tɹɑːnˈskɹɪpʃən/.

Caracteres árabes: العربية.

Caracteres hebraicos: עברית.

Caracteres cirílicos: Кирилица.

Caracteres gregos: Ελληνικά.